# ウォレスの剣

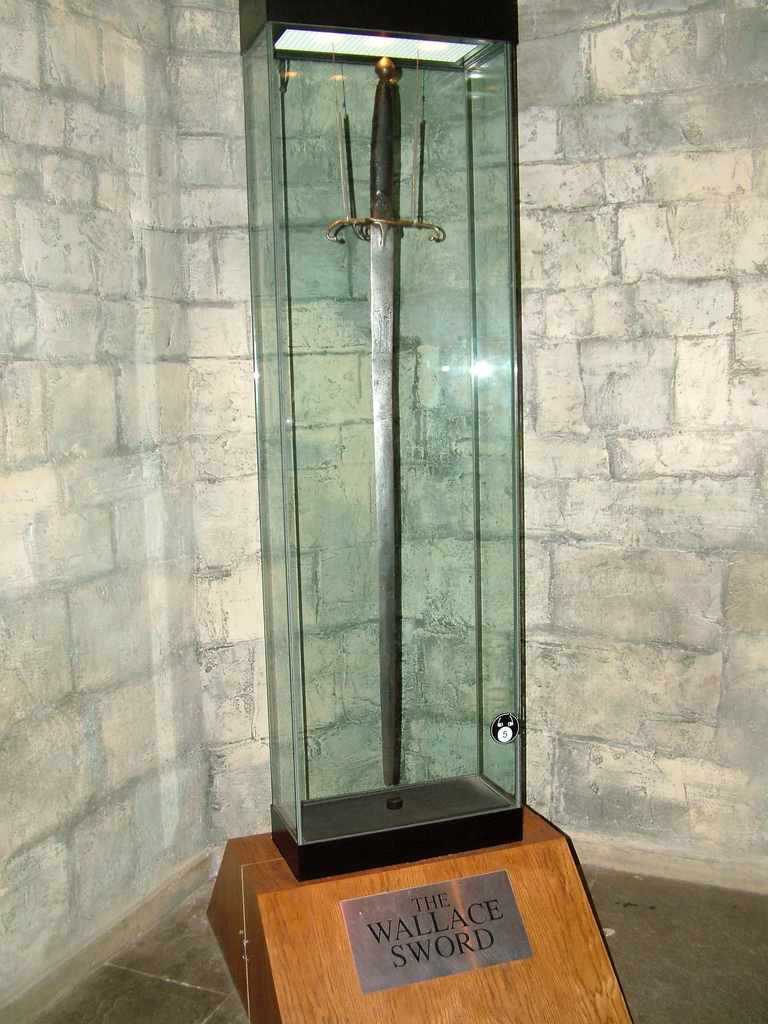
ウォレスの剣（ウォレス・モニュメント）

ウォレスの剣（ウォレスのけん、英 Wallace Sword）は、サー・ウィリアム・ウォレスの所持品と伝えられるクレイモアのことである。 

## 概要
大きさは刀身長が4フィート4インチ（132センチ）、柄を含めた全長が5フィート6インチ（168センチ）である。.刀身の幅は鍔元で2.25インチ（5.7センチ）、切先付近では0.75インチ（1.9センチ）、重さは6ポンド（2.7キロ）あり、これだけの大きさの剣を扱えたウォレスは、かなりの大男で、身長が6フィート6インチ（1メートル98センチ）はあったと思われる。

### 歴史

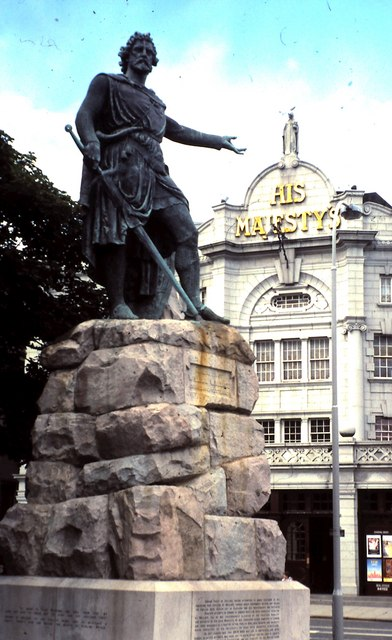
剣を持つウォレスの像

1305年のウォレスの処刑の後、ダンバートン城の教育係であるサー・ジョン・ド・メンティスが、同じ1305年の8月にこれを譲られたといわれて来た。しかしそれを裏付ける記録はなかった。200年後の1505年、スコットランド国王ジェームズ4世が、ある甲冑師に、「絹の刀緒をつけたウォーレスの剣に」「新しい柄（つか）と柄頭をつけて」そのうえに「新しい鞘と剣吊り帯をつけて」差し出すように命じ、計26シリングを支払った。この修理はなされてしかるべきものだった、というのも、ウォレスの剣の元々の鞘と柄、そして帯とは、スターリングブリッジの戦いで、イングランド側の指揮官であったヒュー・クレシンガムの皮膚でできているという噂があったからである－この噂が大々的に流布していたにせよ、これが後世の作り話であることはほぼ間違いない。
それから300年間、この剣に関する記録は発見されなかった。1875年になって、イギリス陸軍省から発送された書状に、この剣について記されているものがあった。1825年、この剣が、修理のためロンドン塔に持ち込まれた時、初代ウェリントン公爵アーサー・ウェルズリーより、サミュエル・メイリックに、この剣を吟味してほしいと言う付託があったのである。
メイリックは、歴史的な刀剣に関しての権威であり、付属物を確かめただけで年代が割り出せた。この剣の付属物は16世紀に取り換えられたものだった。このため、メイリックは、15世紀以前のものとは考えられないと結論付けた。しかしながら、メイリックは、刀身を考慮に入れていなかった。ジェームズ4世が絹の刀緒をつけ、新しい鞘と柄と剣吊り帯をつけ、またその当時の記録に「ウォーレスの剣」とある以上、刀身にも無視できない何かがあるはずだった。
この剣は、その後1888年11月までダンバートン城に保管されていたが、スターリング城に移された。ここにウォレス・モニュメントが設けられることになったからである。

### ウォレスの所持品伝説の真偽
この刃には樋（フラー、fuller）がなく、横からの断面がレンズ豆の形である。全体的な形は現代の戦闘用の剣とほぼ同じだが、オークショットの刀剣類型にはあてはまらない。いうのも、1300年当時、樋がない剣と言うのは、通常はありえないからである。また、剣を打った者の刻印がないことから見ても、この剣は、ヨーロッパ大陸でなく、スコットランドで打たれたものであり、余り高品質とは言えず、そのため後に2回打ち直されている。刃に樋があったからと言って、ウォーレスが本当にこの剣を持っていたかについても、決定的な証拠はない。ただ、事情や状況によっては、これがウォレスの所持品であったとも言えるわけで、この剣がウォレスのものとされるのは、後者のような事情がなせる技なのである。